# Ingrid Kummels
Ingrid Kummels (* 16. August 1956 in Santa Monica, Kalifornien) ist eine deutsche Ethnologin und Altamerikanistin, die zu den Schwerpunkten Transnationalismus, Medienethnologie und Visuelle Anthropologie auf dem amerikanischen Doppelkontinent forscht. Sie war zwischen 2008 und 2021 Professorin für Altamerikanistik und Kulturanthropologie an der Freien Universität Berlin. Von 2021 bis 2024 leitete sie das binationale Forschungsprojekt „Shared Soundscapes. Music Revivals and Identity Politics in Peru“.

## Biografie
Ingrid Kummels studierte von 1976 bis 1982 Völkerkunde, Geographie und Soziologie an der Ludwig-Maximilians-Universität München und schloss 1982 mit dem Magister in Völkerkunde ab. 1987 promovierte sie in Völkerkunde in München. Zwischen 1988 und 2002 war sie Co-Autorin zahlreicher TV-Dokumentationen zu Kuba, Mexiko und Peru, die im Auftrag des Deutschen Fernsehens produziert wurden. Sie führte längere Feldforschungen in Mexiko, den USA, Kuba und Peru zu den Themen Migration sowie transnationale Gemeinschaftsbildung in Bezug auf Musik, Tanz, Sport und (audio)visuelle Medien durch; spezifisch über die selbstbestimmte Medienproduktion transnationaler Gemeinden der Ayuujk ja'ay und Zapoteken zwischen Mexiko und den USA. Zurzeit forscht sie über aktivistische Archive, die Rückgabe von historischen Tonaufnahmen, Fotos und Filmen und die Revitalisierung von auditivem Wissen der Asháninka und Nomatsigenga der Selva Central, Peru.
2003 habilitierte sie sich an der Freien Universität Berlin in Ethnologie. Von 2008 bis 2021 war Ingrid Kummels Universitätsprofessorin für Altamerikanistik / Kulturanthropologie am Lateinamerika-Institut der FU Berlin, dessen Vorsitzende sie von 2011 bis 2013 war. Sie war ein Gründungsmitglied des ersten deutsch-lateinamerikanischen Graduiertenkollegs (IGK 1531 „Zwischen Räumen - Entre espacios“), das sich von 2009 bis 2018 interdisziplinär mit den Bewegungen zwischen Weltregionen und den neuen Zwischenräumen der Globalisierung auseinandersetzte. Von 2015 bis 2019 forschte sie als Teilprojektleiterin im Rahmen des DFG-Sonderforschungsbereichs 1171 „Affective Societies: Dynamiken des Zusammenlebens in bewegten Welten“ zu transnationalen indigenen Gemeinden zwischen Mexiko und den USA. 2018 lehrte und forschte sie als Gastprofessorin „Alberto Galindo Flores“ an der Pontificia Universidad Católica del Perú in Lima. Sie war 2019 Gründungsmitglied des internationalen Graduiertenkollegs GRK 2445 „Temporalities of Future in Latin America: Dynamics of Aspiration and Anticipation“, das aus geistes- und sozialwissenschaftlicher Perspektive Temporalitäten der Zukunft untersucht. 2021 trat sie in den Ruhestand. Aktuell arbeitet sie als freie Autorin und Filmemacherin.

## Veröffentlichungen